# Montgomery Museum of Fine Arts
Das Montgomery Museum of Fine Arts ist ein Kunstmuseum in Montgomery, Alabama. Es wurde 1930 gegründet und zeigt Amerikanische und regionale Kunst, sowie Drucke Alter Meister und dekorative Kunst.

## Geschichte
Das Museum wurde 1930 unter dem Namen Alabama Society of Fine Arts von lokalen Künstlern und Förderern gegründet. Bis 1959 war das Museum in dem alten Gebäude der Lawrence Street School in der Innenstadt Montgomerys untergebracht. Von diesem Zeitpunkt ab teilte sich das Museum ein Gebäude mit der City-County Public Library. Es wurde von der Alabama Society of Fina Arts privat geführt und stütze sich vor allem auf Mitgliedsbeiträge und private Spenden. 1960 wurde das Montgomery Museum of Fine Arts von der Stadt übernommen und eine Abteilung für Bildung eingerichtet, die vor allem Programme und Aktivitäten für Kinder anbietet. Das Museum strukturierte 1971 seine Sammlung um, die bis dahin auch historische und archäologische Objekte umfasste, und konzentrierte sich auf Kunstwerke.
Seit 1983 übernimmt das Montgomery County einen Teil der Kosten. 1988 wechselte das Montgomery Museum of Fine Arts erneut das Gebäude. Die Stadt und das Museum hatten mehr als sechs Millionen Dollar für den Bau aufgebracht und Spenden gesammelt, so dass das neue Museumsgebäude im Wynton M. Blount Cultural Park entstand. Es wurde am 18. September 1988 eröffnet.

## Sammlung
Die Sammlung umfasst drei Abteilungen: Amerikanische Kunst, Drucke Alter Meister und dekorative Kunst.
Beispiele für Kunstwerke der Abteilung Amerikanische Kunst sind Landschaften von Thomas Moran und Frederic Edwin Church, sowie Porträts aus der Kolonialzeit von Charles Willson Peale und John Singleton Copley. Daneben können Besucher moderne Kunstwerke von Künstlern wie Stuart Davis und Edward Hopper sehen. Viele dieser Kunstwerke stammen aus einer Schenkung von Winton M. Blount. Die Sammlung von Drucken Alter Meister geht auf eine Schenkung von Adolph Weil Jr. zurück. Sie umfasst Werke vom 15. bis zum 19. Jahrhundert und Werke von Künstlern wie Martin Schongauer, Albrecht Dürer, Giovanni Antonio Canal, Francisco de Goya und James McNeill Whistler. Zudem besitzt das Museum einige Drucke von Rembrandt van Rijn. Beispiele der dekorativen Kunst sind chinesisches Porzellan und europäische Glaswaren.